# 程容
程容（1916年—2013年11月29日），山西武乡人，中华人民共和国政治人物。
早年担任晋绥分局党校教育科科长、雁南地委组织部部长。后在中共西南局任职，任西南军政委员会西南合作事业管理局副局长、财贸办副主任，后担任四川省财贸组副组长，中国人民银行四川省分行党组书记等职。